# Comité du patrimoine mondial
Le Comité du patrimoine mondial est un comité de l'UNESCO se réunissant tous les ans. Il est actuellement composé de représentants de 21 États, désignés par l'assemblée générale pour un mandat de 4 ans maximum et dirigé par Lazare Eloundou Assomo. Ils entendent les États qui proposent des sites à inscrire sur la liste du patrimoine mondial et demandent des rapports à des experts évaluant la légitimité d'y inscrire ces sites ou non. Sa décision est souveraine : lui seul peut inscrire un site sur la liste du patrimoine mondial.
Le comité est conseillé dans son choix par trois organisations internationales non-gouvernementales ou inter-gouvernementales :
- l'Union internationale pour la conservation de la nature (UICN), qui constitue l'organe consultatif du Comité pour la sélection des biens naturels du patrimoine mondial, et sur l'état de conservation de ces biens ;
- le Conseil international des monuments et des sites (ICOMOS), qui est une organisation non gouvernementale conseillant le Comité du patrimoine mondial quant à l'évaluation des biens culturels proposés à l'inscription sur la liste du patrimoine mondial ;
- le Centre international d'études pour la conservation et la restauration des biens culturels (ICCROM), qui est une organisation intergouvernementale évaluant pour le Comité l'état de conservation du patrimoine culturel inscrit, et qui fournit des recommandations pour leur éventuelle restauration.[réf. nécessaire]

## Sessions du Comité
| Session  | Année | Date                        | Ville d'accueil    | Pays d'accueil   |
| -------- | ----- | --------------------------- | ------------------ | ---------------- |
| 1        | 1977  | 27 juin - 1er juillet       | Paris              | France           |
| 2        | 1978  | 5 septembre - 8 septembre   | Washington         | États-Unis       |
| 3        | 1979  | 22 octobre - 26 octobre     | Le Caire et Louxor | Égypte           |
| 4        | 1980  | 1er septembre - 5 septembre | Paris              | France           |
| 1 extra  | 1981  | 10-11 septembre             | Paris              | France           |
| 5        | 1981  | 26 octobre - 30 octobre     | Sydney             | Australie        |
| 6        | 1982  | 13 décembre - 17 décembre   | Paris              | France           |
| 7        | 1983  | 5 décembre - 9 décembre     | Florence           | Italie           |
| 8        | 1984  | 29 octobre - 2 novembre     | Buenos Aires       | Argentine        |
| 9        | 1985  | 2 décembre - 6 décembre     | Paris              | France           |
| 10       | 1986  | 24 novembre - 28 novembre   | Paris              | France           |
| 11       | 1987  | 7 décembre - 11 décembre    | Paris              | France           |
| 12       | 1988  | 5 décembre - 9 décembre     | Brasilia           | Brésil           |
| 13       | 1989  | 11 décembre - 15 décembre   | Paris              | France           |
| 14       | 1990  | 7 décembre - 12 décembre    | Banff              | Canada           |
| 15       | 1991  | 9 décembre - 13 décembre    | Carthage           | Tunisie          |
| 16       | 1992  | 7 décembre - 14 décembre    | Santa Fé           | États-Unis       |
| 17       | 1993  | 6 décembre - 11 décembre    | Carthagène         | Colombie         |
| 18       | 1994  | 12 décembre - 17 décembre   | Phuket             | Thaïlande        |
| 19       | 1995  | 4 décembre - 9 décembre     | Berlin             | Allemagne        |
| 20       | 1996  | 2 décembre - 7 décembre     | Mérida             | Mexique          |
| 2 extra  | 1997  | 29 octobre                  | Paris              | France           |
| 21       | 1997  | 1er décembre - 6 décembre   | Naples             | Italie           |
| 22       | 1998  | 30 novembre - 5 décembre    | Kyōto              | Japon            |
| 3 extra  | 1999  | 12 juillet                  | Paris              | France           |
| 4 extra  | 1999  | 30 octobre                  | Paris              | France           |
| 23       | 1999  | 29 novembre - 4 décembre    | Marrakech          | Maroc            |
| 24       | 2000  | 27 novembre - 2 décembre    | Cairns             | Australie        |
| 5 extra  | 2001  | 1er novembre                | Paris              | France           |
| 25       | 2001  | 11 décembre - 16 décembre   | Helsinki           | Finlande         |
| 26       | 2002  | 24 juin - 29 juin           | Budapest           | Hongrie          |
| 6 extra  | 2003  | 17-22 mars                  | Paris              | France           |
| 27       | 2003  | 30 juin - 5 juillet         | Paris              | France           |
| 28       | 2004  | 28 juin - 7 juillet         | Suzhou             | Chine            |
| 7 extra  | 2004  | 6-11 décembre               | Paris              | France           |
| 29       | 2005  | 10 juillet - 17 juillet     | Durban             | Afrique du Sud   |
| 30       | 2006  | 8 juillet - 16 juillet      | Vilnius            | Lituanie         |
| 31       | 2007  | 23 juin - 1er juillet       | Christchurch       | Nouvelle-Zélande |
| 8 extra  | 2007  | 24 octobre                  | Paris              | France           |
| 32       | 2008  | 2 juillet - 10 juillet      | Québec             | Canada           |
| 33       | 2009  | 22 juin - 30 juin           | Séville            | Espagne          |
| 9 extra  | 2010  | 14 juin                     | Paris              | France           |
| 34       | 2010  | 25 juillet - 3 août         | Brasilia           | Brésil           |
| 35       | 2011  | 19 juin - 29 juin           | Paris              | France           |
| 10 extra | 2011  | 9 novembre                  | Paris              | France           |
| 36       | 2012  | 24 juin - 6 juillet         | Saint-Pétersbourg  | Russie           |
| 37       | 2013  | 17 juin - 27 juin           | Phnom Penh         | Cambodge         |
| 38       | 2014  | 15 juin - 25 juin           | Doha               | Qatar            |
| 39       | 2015  | 28 juin - 8 juillet         | Bonn               | Allemagne        |
| 11 extra | 2015  | 19 novembre                 | Paris              | France           |
| 40       | 2016  | 10 juillet - 17 juillet     | Istanbul           | Turquie          |
| 40       | 2016  | 24 octobre - 26 octobre     | Paris              | France           |
| 41       | 2017  | 2 juillet - 12 juillet      | Cracovie           | Pologne          |
| 12 extra | 2017  | 15 novembre                 | Paris              | France           |
| 42       | 2018  | 24 juin - 4 juillet         | Manama             | Bahreïn          |
| 43       | 2019  | 30 juin - 10 juillet        | Bakou              | Azerbaïdjan      |
| 13 extra | 2019  | 28 novembre                 | Paris              | France           |
| 44       | 2021  | 16 - 31 juillet             | Fuzhou             | Chine            |
| 45       | 2023  | 10 - 25 septembre           | Riyad              | Arabie saoudite  |
| 46       | 2024  | 21 - 31 juillet             | New Delhi          | Inde             |
| 47       | 2025  | 6 - 16 juillet              | Paris              | France           |

## Membres du comité

### Premier comité réuni en 1977
Ce sont les 14 pays membres représenté lors de la 1re session du Comité du patrimoine mondial réunie à Paris en 1977.
- Allemagne (1976-1978)
- Australie (1976-1983)
- Canada (1976-1978)
- Égypte (1976-1983)
- Équateur (1976-1983)
- États-Unis (1976-1980)
- France (1976-1978)
- Ghana (1976-1980)
- Iran (1976-1980)
- Irak (1976-1983)
- Nigeria (1976-1980)
- Pologne (1976-1978)
- Sénégal (1976-1978)
- Tunisie (1976-1983)

### Comité réuni en 2014 et 2015
Ce sont les 21 pays membres dont le mandat de quatre ans (indiqué entre parenthèses) est en cours en 2014 et 2015. Ils se réuniront en 2014 lors de la 38e session du Comité du patrimoine mondial à Doha au Qatar. Ils se réuniront aussi en 2015 à Bonn pour la 39e session.
- Algérie (2011-2015)
- Allemagne (2011-2015)
- Colombie (2011-2015)
- Corée du Sud (2013-2017)
- Croatie (2013-2017)
- Finlande (2013-2017)
- Inde (2011-2015)
- Jamaïque (2013-2017)
- Japon (2011-2015)
- Kazakhstan (2013-2017)
- Liban (2013-2017)
- Malaisie (2011-2015)
- Pérou (2013-2017)
- Philippines (2013-2017)
- Pologne (2013-2017)
- Portugal (2013-2017)
- Qatar (2011-2015)
- Sénégal (2011-2015)
- Serbie (2011-2015)
- Turquie (2013-2017)
- Viêt Nam (2013-2017)

### Comité réuni en 2016 et 2017
Ce sont les 21 pays membres dont le mandat de quatre ans (indiqué entre parenthèses) est en cours en 2016 et 2017. Ils se réuniront en 2016 lors de la 40e session du Comité du patrimoine mondial à Istanbul en Turquie. Ils se réuniront aussi en 2017 à Cracovie pour la 41e session.
- Angola (2015-2019)
- Azerbaïdjan (2015-2019)
- Burkina Faso (2015-2019)
- Corée du Sud (2013-2017)
- Croatie (2013-2017)
- Cuba (2015-2019)
- Finlande (2013-2017)
- Indonésie (2015-2019)
- Jamaïque (2013-2017)
- Kazakhstan (2013-2017)
- Koweït (2015-2019)
- Liban (2013-2017)
- Pérou (2013-2017)
- Philippines (2013-2017)
- Pologne (2013-2017)
- Portugal (2013-2017)
- Tanzanie (2015-2019)
- Tunisie (2015-2019)
- Turquie (2013-2017)
- Viêt Nam (2013-2017)
- Zimbabwe (2015-2019)

### Comité réuni en 2018 et 2019
Ce sont les 21 pays membres dont le mandat de quatre ans (indiqué entre parenthèses) est en cours en 2018 et 2019. Ils se réuniront en 2018 lors de la 42e session du Comité du patrimoine mondial. Ils se réuniront aussi en 2019 pour la 43e session.
- Angola (2015-2019)
- Australie (2018-2021)
- Azerbaïdjan (2015-2019)
- Bahreïn (2018-2021)
- Bosnie-Herzégovine (2018-2021)
- Brésil (2018-2021)
- Burkina Faso (2015-2019)
- Chine (2018-2021)
- Cuba (2015-2019)
- Espagne (2018-2021)
- Guatemala (2018-2021)
- Hongrie (2018-2021)
- Indonésie (2015-2019)
- Kirghizistan (2018-2021)
- Koweït (2015-2019)
- Norvège (2018-2021)
- Ouganda (2018-2021)
- Saint-Christophe-et-Niévès (2018-2021)
- Tanzanie (2015-2019)
- Tunisie (2015-2019)
- Zimbabwe (2015-2019)

### Comité réuni en 2020 et 2021
Ce sont les 21 pays membres dont le mandat de quatre ans (indiqué entre parenthèses) est en cours en 2020 et 2021. Ils se réuniront en 2021 lors de la 44e session du Comité du patrimoine mondial.
- Afrique du Sud (2020-2023)
- Arabie saoudite (2020-2023)
- Australie (2018-2021)
- Bahreïn (2018-2021)
- Bosnie-Herzégovine (2018-2021)
- Brésil (2018-2021)
- Chine (2018-2021)
- Égypte (2020-2023)
- Espagne (2018-2021)
- Éthiopie (2020-2023)
- Guatemala (2018-2021)
- Hongrie (2018-2021)
- Kirghizistan (2018-2021)
- Mali (2020-2023)
- Nigeria (2020-2023)
- Norvège (2018-2021)
- Oman (2020-2023)
- Ouganda (2018-2021)
- Russie (2020-2023)
- Saint-Christophe-et-Niévès (2018-2021)
- Thaïlande (2020-2023)

### Comité réuni en 2022 et 2023
Ce sont les 21 pays membres dont le mandat de quatre ans (indiqué entre parenthèses) est en cours en 2022 et 2023. Ils auraient dû se réunir en 2022 mais la session est reportée sine die par une décision du bureau de ce Comité en avril 2022, à la suite de la menace de boycott d'une quarantaine de pays occidentaux protestant contre l'invasion de l'Ukraine par la Russie. La démission du président russe Alexandre Kuznetsov annoncée le 22 novembre 2022 a mis un terme à cette paralysie. La 45e session du Comité du patrimoine mondial aura lieu en septembre 2023 à Riyad en Arabie saoudite. Il s'agira d'une session « élargie » dans le sens où « les points déjà prévus à l’ordre du jour de la 45e session qui aurait dû se tenir en 2022 et les points déjà prévus pour 2023 lors des sessions antérieures du Comité ser(on)t traités conjointement ».
- Afrique du Sud (2020-2023)
- Arabie saoudite (2020-2023)
- Argentine (2022-2025)
- Belgique (2022-2025)
- Bulgarie (2022-2025)
- Égypte (2020-2023)
- Éthiopie (2020-2023)
- Grèce (2022-2025)
- Inde (2022-2025)
- Italie (2022-2025)
- Japon (2022-2025)
- Mali (2020-2023)
- Mexique (2022-2025)
- Nigeria (2020-2023)
- Oman (2020-2023)
- Qatar (2022-2025)
- Russie (2020-2023)
- Rwanda (2022-2025)
- Saint-Vincent-et-les-Grenadines (2022-2025)
- Thaïlande (2020-2023)
- Zambie (2022-2025)

### Comité réuni en 2024 et 2025
Le Comité se réunit en Inde en 2024 pour la 46e session du Comité du patrimoine mondial. Le Comité se réunit en France en 2025 pour la 47e session du Comité du patrimoine mondial.
- Argentine (2022-2025)
- Belgique (2022-2025)
- Bulgarie (2022-2025)
- Corée du Sud (2024-2027)
- Grèce (2022-2025)
- Inde (2022-2025)
- Italie (2022-2025)
- Jamaïque (2024-2027)
- Japon (2022-2025)
- Kazakhstan (2024-2027)
- Kenya (2024-2027)
- Liban (2024-2027)
- Mexique (2022-2025)
- Qatar (2022-2025)
- Rwanda (2022-2025)
- Saint-Vincent-et-les-Grenadines (2022-2025)
- Sénégal (2024-2027)
- Turquie (2024-2027)
- Ukraine (2024-2027)
- Viêt Nam (2024-2027)
- Zambie (2022-2025)